# Калоян Махлянов
Калоян Андо, роден като Калоян Махлянов (на японски: 琴欧洲 勝紀 Котоошу Кацунори), е български и японски сумист, 16-ият чужденец и първият представител на България, който се състезава в най-силната категория в сумото. Състезава се в Япония от януари 2003 до март 2014 г., като записва 68 участия в официални турнири (башо) с 537 победи от 864 схватки.
На 24 май 2008 г. Калоян Махлянов-Котоошу влиза в историята на сумото, като става първият европеец, спечелил Купата на Императора.
„Котоошу“ се превежда от японски като „Европейското кото“. „Кото“ е традиционен китайски музикален инструмент (цин) с 13 струни, популярен и в Япония, често превеждан като „арфа“. Имената на всички борци от школата („бея“) Садогатаке, където тренира Котоошу, започват с „Кото-“.
През януари 2014 г. се отказва от българското си гражданство и приема японско, като с това приема и фамилията на съпругата си Асако Андо. От брака си с Асоко Андо има две деца, момче и момиче – Кирил и Мария.

## Биография
Роден е през 1983 г. в село Джулюница, България.
Започва професионалната си кариера през 2002 г. и 2 години по-късно се състезава в най-високата категория.
През 2000 г. е определен за най-добрия в Европа за възрастта си в категория до 100 кг. През май 2002 г. като студент се състезава в открития шампионат по сумо в Германия и е представен пред йокозуна Котодзакура – по онова време ръководител на школата Садогатаке.
През 2002 г. под псевдонима Котоошу българинът дебютира на професионалното дохьо. През март 2003 г. Котоошу получава травма на коляното и му е препоръчано да не участва в състезанията, но въпреки това участва на собствен риск, като завършва с резултат 6 победи и само 1 загуба. До март 2003 г. преминава последователно през дивизиите джонокучи, джонидан, санданме и макушита. Така Калоян Махлянов получава статус на секитори и правото да се състезава в категория джурио.
След само 2 турнира в джурю през септември 2004 г. дебютира във висшата дивизия макуучи, която обединява 42-мата най-добри сумисти. Дебютът на Котоошу в макуучи идва след само 11 турнира, което е рекорд в професионалното сумо.
През 2005 г. Котоошу влиза в саняку – елитната горна част на макуучи с ранг комусуби. След неуспешен турнир е понижен до маегашира 5, но след още 1 турнир отново е комусуби. Скоро след това става секиваке, а през декември същата година получава престижния ранг озеки.
През юли 2005 г. на турнира в Нагоя Котоошу започва със серия от 12 победи, като побеждава йокозуна Асашорю, с което прекъсва серия от 24 поредни победи на монголския сумист. В последния ден на турнира при равен резултат между Котоошу и Асашорю двамата играят допълнителен мач кетеи-сен, спечелен от Асашорю.
Следват още 2 много успешни турнира с ранг секиваке, победа над йокозуна Асашорю, 3 поредни 2-ри места в крайното класиране, общ резултат от 3-те турнира 36 – 9. Това е достатъчно Котоошу да бъде издигнат в ранг озеки (голям шампион).
Така Калоян Махлянов става първият европеец и едва 5-ия чужденец в историята на професионалното сумо, достигнал престижния ранг озеки. Общо 6 сумисти, родени извън Япония са достигали този ранг. Другите са Конишики и Акебоно от Хаваи, Мусашимару от Самоа, Асашорю и Хакухо от Монголия.
През май 2008 г. Калоян Махлянов печели Нацу Башо и влиза в историята на японското сумо като първият европеец, печелил Купата на Императора.
Обявява оттеглянето си от състезателна дейност на 30 май 2014 г.
Жени се за японка и се преселва да живее в Япония. Според съобщение на в. „Труд“ от 19.11.2013 г. той е подал молба за освобождаване от българско гражданство, тъй като е поканен да стане национален треньор и преподавател по сумо, за което се изисква японско поданство.

## Признание
Обявен е за Спортист номер 1 за 2005 г. на област Велико Търново. През 2006 година е удостоен със званието „Почетен гражданин на гр. Лясковец“.
На 28 юли 2009 година е награден от президента на България Георги Първанов с най-високото държавно отличие – орден „Стара планина“.
Заради красотата му, японската публика го нарича Дейвид Бекъм на сумото – прякор, от който Калоян нееднократно е изразявал недоволството си.